# Франц Сальватор Австрийский
Эрцгерцог Франц Сальватор Австрийский (21 августа 1866 — 20 апреля 1939) — эрцгерцог Австрийский из Тосканской ветви Габсбург-Лотарингских, сын эрцгерцога Карла Сальватора Австрийского и принцессы Марии Иммакулаты Бурбон-Сицилийской.

## Жизнь
Родился в семье австрийского эрцгерцога из Тосканской ветви Габсбургов Карла Сальватора и его супруги принцессы Марии Иммакулаты Бурбон-Сицилийской, дочери короля Обеих Сицилий Фердинанда II. Был генералом от кавалерии австро-венгерской армии, шефом 15-го гусарского полка (Австро-Венгрия), доктором медицины Инсбрукского университета имени Леопольда и Франца, кавалером Ордена Золотого Руна и других почётных наград.
31 июля 1890 года Франц Карл женился на эрцгерцогине Марии Валерии (1868—1924), младшей дочери императора Франца Иосифа I и императрицы Елизаветы Баварской, больше известной как Сисси. В семье родилось десять детей:
- Елизавета Франциска (1892—1930), в 1912 году вышла замуж за графа Георга фон Вальдбург цу Зейль Хохенемс (1878—1955);
- Франц Карл (1893—1918), детей не имел;
- Хуберт Сальватор (1894—1971), женился на принцессе Розмари Сальм-Сальмской (1904—2001);
- Ядвига (1896—1970), вышла замуж за Бернарда, графа цу Штольбер-Штольберг (1881—1952);
- Теодор Сальватор (1899—1978), женился на Марии Терезе, графине фон Вальдбург цу Зейль Траучбург (1901—1967);
- Гертруда Мария (1900—1942), вышла замуж за Георга, графа фон Вальдбург цу Зейль Траучбург (1878—1955);
- Мария Елизавета (1901—1936), детей не имела;
- Клемент Сальватор (1904—1974), женился на Елизавете, графине Рессегур де Миремонт (1906—2000);
- Матильда Мария (1906—1991), вышла замуж за Эрнста Хефела (1888—1974);
- Агнесса (1911), скончалась в детстве.

Марии Валерии не стало в 1924 году. Через 10 лет после её смерти Франц Сальватор заключил морганатический брак с баронессой Мелани фон Рисефельс (1898—1984). Также у Франца был внебрачный ребёнок от связи с принцессой Стефанией цу Гогенлоэ:
- Рудольф Франц, принц цу Гогенлоэ-Вальденбург-Шиллингсфюрст (род. 1914), получил фамилию мужа матери, хотя его отцом считается[кем?] Франц Сальватор.

### Титул
- 21 августа 1866 — 20 апреля 1939: Его Императорское Высочество эрцгерцог Австрийский, принц Тосканский, принц Венгрии, Чехии и Богемии

### Награды
- Орден Святого Стефана
- Орден Святого Иосифа
- Орден Золотого руна
- Королевский венгерский орден Святого Стефана
- Военный орден Марии Терезии
- Австрийский орден Леопольда
- Орден Железной короны
- Императорский австрийский орден Франца Иосифа
- Орден Святого Иоанна Иерусалимского
- Орден Дома Гогенцоллернов